# Édouard Wawrzeniak
Pour les articles homonymes, voir Wawrzyniak.
Édouard Wawrzeniak, dit Waggi, est un footballeur français d'origine polonaise né le 28 septembre 1912 à Oberhausen (Empire allemand) et mort le 17 avril 1991 à Clermont-Ferrand. Il était ailier à Valenciennes et à Marseille.

## Carrière de joueur
- 1933-1936 :  US Valenciennes-Anzin
- 1936-1937 :  Olympique de Marseille
- 1936-1938 :  Le Havre AC
- 1938-1939 :  US Longwy
- 1940-1941 :  SC Fives
- 1941-1945 :  Lyon OU
- 1945-1946 :  RC Vichy (entraîneur-joueur)
- 1948-19?? :  SCA Cusset

## Palmarès
- Une sélection en équipe de France A le 10 novembre 1935 contre la Suède.
- Champion de France en 1937 avec l'Olympique de Marseille
- Finaliste de la Coupe de France en 1941 avec le SC Fives